# Biretta Peak
Biretta Peak är en bergstopp i Antarktis. Den ligger i Östantarktis. Nya Zeeland gör anspråk på området. Toppen på Biretta Peak är 2 530 meter över havet.
Terrängen runt Biretta Peak är varierad. Trakten är obefolkad. Det finns inga samhällen i närheten.